# Boucle de détection de sous-marins
Une boucle de détection de sous-marins est un système de détection de passage de sous-marins ennemis grâce à un câble immergé disposé en boucle posé au fond de la mer. Développées par la Royal Navy durant la Première Guerre mondiale, elles ont été largement utilisées par les Alliés pendant la Seconde Guerre mondiale pour protéger les ports contre les attaques de sous-marins.

## Historique
Le principe de fonctionnement est la production d'un courant dans le câble par suite de l'induction provoquée par le passage du sous-marin qui est magnétique de par sa construction. La technologie a d'abord été développée et testée au laboratoire de recherches de l'Amirauté britannique (en) d'Harwich sur la côte du Devon, en Angleterre et la première utilisation opérationnelle a été faite pour protéger la Grand Fleet à Scapa Flow en Écosse. 
Le sous-marin de la marine impériale allemande UB-116, un Unterseeboot type UB III, fut détecté par des hydrophones à 21 h 21 le 28 octobre 1918 en train de tenter d'entrer dans le chenal via le bras de mer d'Hoxa. Deux heures plus tard (à 23 h 32) une boucle de détection placée dans un champ de mines marines contrôlé à distance, donna l'alerte par suite du courant induit par le sous-marin lors de son passage sur les câbles. Les mines furent déclenchées par télécommande, provoquant le naufrage du sous-marin. Ce fut le dernier sous-marin détruit à l'ennemi avant l'Armistice. 
Après la guerre, les boucles de détection ont été améliorées par les services de recherche de l'Amirauté, sur les bases navales de Vernon et d'Osprey. Pendant la Seconde Guerre mondiale, ce système a été utilisé par les alliés pour la défense des ports du Royaume-Uni, de ses dominions et protectorats, ainsi que par l'United States Navy.